# 约旦通讯社
约旦通讯社（阿拉伯语：‎，又稱佩特拉通訊社）是约旦的通讯社，佩特拉通訊社成立于1969年，當時它與約旦新聞部有所聯繫。2004年6月，在約旦新闻部解散后，它成为一个独立的实体。約旦當局當時颁布了一项特别法令，赋予约旦通讯社财政和行政上的独立性，并规定了该机构董事会和总干事的权力。